# トータルフットボール

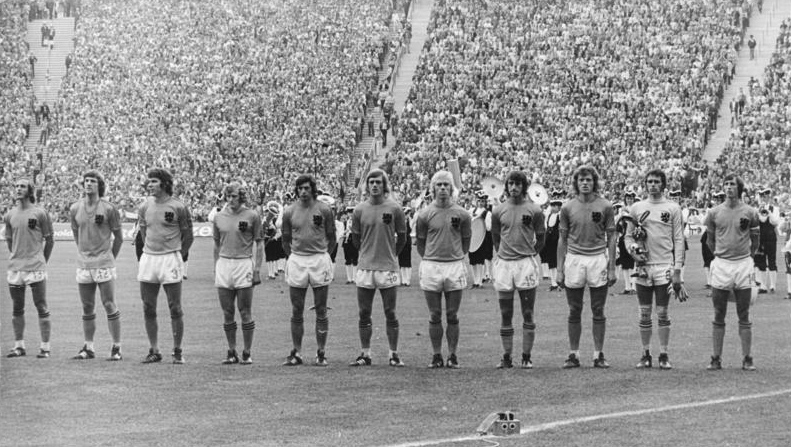
1974年ワールドカップのオランダ代表

トータルフットボール（蘭: Totaalvoetbal, 英: Total football）は、1974年サッカーW杯でオランダ代表が用いた戦術の俗称である。
1970年代サッカー界で生まれた流行語であり、トータルフットボールだという特段の定義も存在せず「フーリガン」と同じようにメディア発祥の造語である。一般に用いられる平易な解釈として「ポジションが流動的で、且つ全員攻撃全員守備」といった説明がなされる。
西部謙司は自著の中でトータルフットボールを次のように定義している。
1. 現代的または未来的な印象を与える
2. 優れたチームプレーであること
3. 攻撃的かつ魅力的であること

## 歴史
リヌス・ミケルスは「1930年代にはオーストリアがトータルフットボールをプレーしていた」と言っている。1950年代初期に、オーストリア人のヴィリー・メイスルによって考案された「渦巻き」理論がトータルフットボールの原案であるとされている。それは、個々の選手が思いのままにポジションチェンジを繰り返し、渦を巻くようにチームがダイナミックに機能するというものであった。ただ、これを可能にするには、選手一人一人が同じくらい高い技術と戦術眼を併せ持ち、なおかつかなりのスタミナが必要だと考えられていた。さらに、動きの連続性を持ったその渦が、自ら意思を持つように前進と後退を繰り返すためには、渦の中心にいながら、渦の外からその流れを俯瞰できる稀有なビジョンを有し、渦をコントロールするだけの並外れた影響力を具えた選手が必要であった。こうしたオールラウンド・プレーヤーと、フィールド内のリーダーとしてチームを掌握できる選手を同時に揃えることは非常に困難だったので、この構想は実現不可能な単なる空想に終わろうとしていた。
しかし、リヌス・ミケルスに率いられたチームが、この戦術を具現化する。ボール狩り(現代戦術のフォアチェック)、オフサイドトラップを多用し、ポジションに縛られないワイドでスペクタクルなサッカーを展開した1974年W杯のオランダ代表がそれである。この時のオランダ代表は、1969年からヨーロッパ・チャンピオンズカップ（現在のUEFAチャンピオンズリーグ）に5年の内4度決勝進出（1971～1973年は優勝）していたアヤックス・アムステルダムと1970年優勝のフェイエノールトの中心選手で構成されており、高い技術、戦術眼を持ち合わせた選手が揃っていた。特にアヤックスの中心選手であったヨハン・クライフの存在は大きく、クライフ無しではトータルフットボールは完成しなかったと言っても過言ではなかった。
1974年W杯でのオランダ代表は快進撃を続け、決勝戦までで14得点1失点、その1失点もオウンゴールと完璧なサッカーを展開していた。特に2次リーグのブラジル代表戦では、トータルフットボールを最も具現化した試合としてW杯史に残る名試合と言われている。
しかし、クライフ以後のサッカー界でトータルフットボールを実現したチームは無いとされる。現実的には「クライフあってのトータルフットボール」であった。
一方で、トータルフットボールの考えは現代サッカーにも多大な影響を与えた。“ボール狩り”と“オフサイドトラップ”を組み合わせて進化させたゾーンプレスは、選手が自由にプレーする“スペース”をいかにして消し去るかを考えた戦術であり、また現在の主流戦術である“ポゼッションフットボール”は、後方や中盤でボールをキープしている間に、FWを始めとする前線の選手がいかに有効な“スペース”を作り出せるかがその戦術の目的である。どちらもトータルフットボールが生み出した“スペース”に対する考え方から派生したものである。

## 特徴
まず、フィールドをポジションではなくスペースから考えることが特徴である。トータルフットボールの登場まで、サッカーはポジションにおける役割が組織プレーとしては最も重視されてきたが、トータルフットボールの場合、スペースを作る動き、スペースに入り込む動きが重要である。この“スペース”に対する考え方が、激しいポジションチェンジを繰り返す全員攻撃・全員守備という流動的なサッカーの基礎となっている。
さらに、高い位置からのプレスも一つの特徴と言える。“ボール狩り”と呼ばれたそのプレッシングは、ボールを持つ相手選手に対して複数の選手で囲んでプレッシャーをかけ、高い位置でボールを奪い、すぐさま攻撃に転じることができるものであった。
高い位置からのプレスは同時にDFの最終ラインを押し上げ、相手のオフサイドを誘うオフサイドトラップを生み出した。このオフサイドトラップもトータルフットボールの特徴である。(※オフサイドトラップ自体は、1910年代に最初に大流行している。)
また、最終ラインを押し上げたことによりFWのラインとの距離が縮まるため、選手間の距離が近くなる。これにより激しいポジションチェンジをする際に消費するスタミナを大幅に減らすことが出来るのである。
そして何といっても、最大の特徴はポジションが存在しないことである。当時のオランダ代表にとってポジションとは「キックオフ時の立ち位置」というだけのものであり、攻撃時には選手は積極的にボールを持つ選手を追い抜いて前線に飛び出し、守備時にはFW登録の選手もカバーリングに入る。サイドバックの選手が前線へ飛び出せばウイングの選手がそのスペースを埋めに下がる。まさに全員攻撃・全員守備である。
また、“スペース”を最大限活用する考え方から、ウイングを中心としたサイドアタックを積極的に使い、ワイドな攻撃を展開した。
このサッカーを支えたのは選手全員の高い技術、戦術眼、スタミナもさることながら全員が高い守備意識を持っていたことも忘れてはならない点である。
反面、この戦術は理想的だが非効率的とされ、完全分業でポジションを固定した方が効率が良いといった説もあるが、後に様々なチームによって改良され、現代サッカーの戦術に浸透していく事になる。